# Capitol Punishment
I Capitol Punishment sono stati un gruppo hardcore punk statunitense proveniente da Fresno, California.

## Storia
Nel 1980 Dale Stewart (chitarra) e Joceylin Fedrau (basso) creano la band “Altered Features” durata pochi mesi. Nel periodo successivo con Eric Tsuda (voce) è stato creato un nuovo progetto: i Capitol Punishment. Eric Tsuda coinvolse nel gruppo un batterista di 16 anni, Keith Johnson. Eric Tsuda pensò al nome della band e rese disponibile il suo soggiorno presso il Punk Palace per le prove.
Pochi mesi dopo hanno fatto il loro primo concerto, era il 4 luglio 1981 con altre band quali: Dead Kennedys, The Fix e 7 Seconds presso la Belmont Ballroom a Fresno, CA.
Quella formazione originale fu di breve durata e dal 1982 Eric Tsuda è stato sostituito da Ralph Lotspeich alla voce e un paio di mesi dopo Mike Branum ha sostituito Keith Johnson alla batteria.
Negli anni successivi hanno fatto numerosi concerti negli Stati Uniti ed in Europa con band del calibro di: Dead Kennedys, Black Flag, Minor Threat, Bad Brains, Discharge, ecc.
Dopo la firma con la We Bite Records in Germania nel 1986, hanno effettuato un tour europeo nel 1987 ed un altro nel 1991.

## Formazione

### Originaria
- Eric Tsuda - voce (Marzo 1981 - ottobre 1981)
- Keith Johnson - batteria (Marzo 1981 - ottobre 1981)
- Joceylin Fedrau - basso (Marzo 1981 - settembre 1995)
- Dale Stewart - chitarra (Marzo 1981 - settembre 1995)

### Altri Componenti
- Ralph Lotspeich - voce (novembre 1981 - novembre 1987)
- Mike Branum - batteria (novembre 1981 - novembre 1987)
- Joe Leggett jr. - voce (aprile 1988 - novembre 1989)
- Tim Biskup - batteria (aprile 1988 - novembre 1989)
- Harvey Moody - voce (maggio 1990 - giugno 1993)
- Willy Greer - batteria (maggio 1990 - giugno 1993)
- Jimi Haze - voce (giugno 1993 - settembre 1995)
- Kelly Kamplain - batteria (giugno 1993 - settembre 1995)

## Album
- 1985 - When "Putsch" Comes To Shove (Stage Dive)
- 1986 - Slum With A View (Unclean Records)
- 1988 - Zipeyrpantsup (Destiny Records)
- 1989 - Bulwarks Against Oppression (We Bite Records)
- 1993 - Messiah Complex (We Bite Records)
- 1994 - Three Chord Pile-Up (We Bite America)

## EP e Singoli
- 1983 - Capitol Punishment (Stage Dive)
- 1983 - Glutton For Punishment (We Bite Records)
- 1983 - Super Glutton (Duck Butter Records)
- 1983 - Capitol Punishment (Selfless Records)